# Chana Masson de Souza
Chana Masson de Souza, née le 18 décembre 1978 à Capinzal au Brésil, est une handballeuse internationale brésilienne évoluant au poste de gardienne de but.

## Biographie
À l'intersaison 2015, elle quitte Viborg HK pour rejoindre Odense Håndbold pour deux saisons. Après avoir donné naissance à sa fille début 2018, elle reste en terre scandinave et signe en juin 2018 un contrat de deux ans avec le club norvégien de Storhamar Håndball.

## Palmarès

### En club
Compétitions internationales
- vainqueur de la Coupe des vainqueurs de coupe (C2) en 2014 (avec Viborg HK)
- vainqueur de la Coupe de l'EHF (C3) en 2010 (avec Randers HK)

Compétitions nationales
- championne d'Espagne (1) en 2003 (avec Ferrobús Mislata)
- championne du Danemark (3) en 2006 (avec FCK Handbold), 2012 (avec Randers HK) et 2014 (avec Viborg HK)

### En équipe nationale
Jeux olympiques
- 8e place aux Jeux olympiques 2000 de Sydney
- 7e place aux Jeux olympiques 2004 d'Athènes
- 9e place aux Jeux olympiques 2008 de Pékin
- 6e place aux Jeux olympiques 2012 de Londres

Championnats du monde
- 12e place du championnat du monde 2001
- 20e place du championnat du monde 2003
- 14e place du championnat du monde 2007
- 5e place du championnat du monde 2011

Jeux panaméricains
- médaille d'or aux Jeux panaméricains de 1999
- médaille d'or aux Jeux panaméricains de 2003
- médaille d'or aux Jeux panaméricains de 2007
- médaille d'or aux Jeux panaméricains de 2011

Championnats panaméricain
- médaille d'or au championnat panaméricain 2011

### Distinctions individuelles
- nommée à l'élection de la meilleure joueuse de l'année en 2000 et en 2006
- élue meilleure gardienne de but au championnat du monde 2011[3]
- élue meilleure gardienne du championnat du Danemark en 2011[4]